# Riff Raff (Rapper)
Riff Raff (eigentlich Horst Christian Simco, * 29. Januar 1982 in Houston, Texas) ist ein US-amerikanischer Rapper. Sein Debütalbum Neon Icon erschien im Jahr 2014 über Mad Decent. Ein weiteres Pseudonym von Simco lautet Jody HiGHROLLER.
Simco war mit Dirt Nasty und Andy Milonakis Mitglied der kurzlebigen Hip-Hop-Combo Three Loco und veröffentlichte mit dieser im November 2012 die EP ¡Three Loco!. Außerdem spielte er in der Fernsehserie Liebe, Lüge, Leidenschaft die Rolle des Jamie Franko und hatte in einer Episode der Actionserie Major Lazer eine Synchronsprecherrolle.

## Leben
Horst Christian Simco wurde am 29. Januar 1982 in Houston, Texas als zweites von vier Kindern Anita Simcos, einer Hausfrau, und des Vietnamkriegsveteranen Ronald Simco geboren. Seine Mutter, die in Ohio aufgewachsen war, stammt aus einer Familie litauischer und deutscher Juden, deren Mitglieder zum Teil den Holocaust überlebten. Sein Vater Ronald erlitt in Folge seines Einsatzes im Vietnamkrieg eine Posttraumatische Belastungsstörung. Simco verbrachte seine frühe Kindheit mit seiner Familie in Copperfield, einem Vorort von Houston. Später zogen sie in die Nähe von Stone Creek.
Als Kind entwickelte er früh sein Interesse für Basketball. Er besuchte die Langham Creek High School, wo er bis zum Senior Year als Shooting Guard in der Highschool-Basketballmannschaft spielte. Er bestand kurz nach seinem Rauswurf aus der Basketballmannschaft seinen GED.
Seine Eltern ließen sich Anfang der 2000er-Jahre, nachdem sein Vater an einem Oropharynxkarzinom erkrankte, scheiden. Während sein Vater nach Minnesota zog, blieb seine Mutter in Houston. Im Jahr 2001 schrieb sich Simco an der Hibbing Community College in Hibbing, Minnesota ein, wo er einen Monat lang in der College-Basketballmannschaft spielte und sich mit Freien Künsten beschäftigte. Allerdings verließ er das College im Jahr 2003 und zog zurück nach Houston, wo er einige Zeit lang Autos lackierte. Inzwischen lebt er in Los Angeles, Kalifornien.
Am 11. August 2013 wurde er in North Carolina, North Carolina verhaftet, nachdem Polizisten Marihuana, Alkohol sowie einige nichtidentifizierte illegale Betäubungsmittel in seinem Auto gefunden wurden. Er wurde inhaftiert, am selben Abend ohne Kaution wieder freigelassen. Erst einen Monat zuvor hatte er die Produzenten des Films Spring Breakers auf 10 Millionen US-Dollar verklagt, da er diese bezichtigte, sein Leben ohne Einwilligung als Vorlage für die Biografie des Protagonisten verwendet zu haben. Allerdings fand eine Recherche der LA Weekly keine richterlichen Dokumente bezüglich des Gerichtsverfahrens.

## Karriere

### 2008–2009: Die Anfänge
Simco begann bereits im Jahr 2005 erste Versuche als Rapper. Er nahm zu Hause eigene Tapes auf, auf welchen er zu den Beats anderer Rapper selbstgeschriebene Texte vortrug. Diese versuchte er in Einkaufszentren in Houston zu verkaufen. Im Jahr 2008 begann er soziale Netzwerke wie MySpace, YouTube und WorldStarHipHop zu nutzen, um seine Musik einem breiteren Publikum zu präsentieren. Dabei wurde er von einem Talentmanager unterstützt. Dieser sagte in einem Interview mit dem LA Weekly, dass er ein sehr ambitionierter Künstler sei, dessen Arbeitsmoral man nicht abstreiten könne.
Als Einflüsse wurden Rapper wie Swishahouse, Chamillionaire und Slim Thug genannt, welche in dieser Zeit selbst auf musikalischer Ebene aufstrebten. Er versuchte über diverse Castings ins Fernsehen zu kommen, darunter ein Videospot für Erdnussbutter und ein Auftritt in P. Diddys Sendung Making the Band, welche jedoch allesamt scheiterten. In Atlanta, Georgia, nahm er an einem Vorsprechen für die Sendung From G´s to Gents des Fernsehsenders MTV teil und wurde in die Besetzung für die zweite Staffel aufgenommen. Kurz darauf ließ er sich das Logo des Senders auf seinen Nacken tätowieren und firmierte unter seinem Pseudonym MTV Riff Raff. Auch wenn er in der zweiten Folge aus der Serie geworfen wurde, machte er durch sein extravagantes Auftreten erstmals von sich reden.
Nach diesem Auftritt wurde der Comedian Simon Rex, welcher auch als Schauspieler und Rapper aktiv ist, auf Simco aufmerksam, nachdem der Produzent The Alchemist ihn in einem Video zeigte. Nachdem Rex ein Freestylevideo Riff Raffs gesehen hatte, nahm er Kontakt zu diesem auf und gründete nach einiger Zeit zusammen mit Andy Milonakis die Hip-Hop-Combo Three Loco.

### 2010–2012: Mad Decent und diverse Veröffentlichungen
Anfang 2011 wurde Riff Raff vom Swishahouse-Mitgründer OG Ron C gemanagt und zog daraufhin nach Los Angeles. Es folgten Veröffentlichungen mehrerer Musikvideos, die die Bekanntheit des Rappers weiter steigern sollten. Bereits Mitte 2011 kam er beim Label S.O.D. Money Gang des Rappers Soulja Boy unter, ohne diesen persönlich kennen gelernt und einen Plattenvertrag unterschrieben zu haben. Allerdings trennte sich Riff Raff nach einem Jahr wieder vom Label, da er von der Plattenfirma weder beworben noch bezahlt wurde.
Kurz vor der Trennung mit SODMG kooperierte Riff Raff mit bekannten Musikproduzenten wie Diplo und Harry Fraud sowie mit Queens-Rapper Action Bronson, mit welchem er ein Musikvideo zum Track Bird on a Wire, welches innerhalb kürzester Zeit eine Million Mal angesehen und vom Compact Music auf Platz 27 der besten Musik des Jahres 2012 gelistet wurde, veröffentlichte. Im April des Jahres 2012 veröffentlichte er mit Diplo ein Kollabo-Album namens Jody Highroller, auf dem Soulja Boy, Usher, Skrillex, Gucci Mane, Mystikal und Rusko als musikalische Gäste zu hören sind. Es folgte die Veröffentlichung des Mixtapes Summer of Surf, woraufhin er im Juni des gleichen Jahres beim Label Mad Decent unterschrieb. Bereits bei Mad Decent unter Vertrag stehend, veröffentlichte er sein erstes Album The Golden Alien im Juli in Eigenproduktion. Auch die Mixtapes Rap Game Bon Jovi und Birth of an Icon wurden als Eigenproduktionen veröffentlicht. Letzteres wurde von Stereogum als „Mixtape der Woche“ ausgezeichnet.

### 2013–2014: Label-DebütalbumNeon Icon
Nach der Veröffentlichung des Mixtapes Hologram Panda erzählte Riff Raff bei MTV, dass sein Label-Debütalbum Riff Raff, The Neon Icon heißen soll, wobei es später als Neon Icon veröffentlicht werden sollte. Bereits im Februar des Jahres 2013 hieß es seitens des Rappers, das Album würde im dritten Quartal 2013 erscheinen.
Am 25. Juni 2013 erschien mit Dolce & Gabbana ein erstes Stück, das als erste offizielle Single des Albums gedacht war. Allerdings hieß es später, dass das Lied nicht auf dem Album zu finden sein würde. Etwa drei Wochen später wurde mit Mr. Popular eine weitere Stand-Alone-Single veröffentlicht. Für Mr. Popular wurde vier Tage nach dessen Herausgabe ein Musikvideo veröffentlicht. Im August 2013 hieß es, dass Riff Raff zusammen mit Action Bronson an einem Gemeinschaftsalbum arbeite, dass den Namen Galaxy Gladiators trägt.
Am 23. November 2013 folgte die offizielle Veröffentlichung von How to Be the Man, der ersten Single des Albums. In einem Interview mit dem englischsprachigen Magazin Rolling Stone kündigte Riff Raff die Veröffentlichung von vier Liedern, die es nicht auf das Album geschafft hatten, an, um die Wartezeit auf das Album zu verkürzen. Diese waren unter anderem die Stücke Real Boyz mit OJ da Juiceman als Gastrapper, Suckas Askin' Questions und Shoulda Won a Grammy mit Feature von Action Bronson. Im März des Jahres 2014 nahm Rolling Stone das Album in die Liste 27 Must-Hear Albums of 2014 auf. Am 20. Mai 2014 kündigte Riff Raff auf Twitter nach langer Verzögerung Neon Icon für den 24. Juni 2014 an. Am selben Tag wurden weitere Infos zum Album bekanntgegeben, darunter Slim Thug, Mike Posner, Childish Gambino und Mac Miller als Gastmusikern.

### Seit 2015:Peach Panther
Am 21. Januar 2015 wurde Riff Raff zusammen mit Our Last Night, Slaves, The Dirty Nil und Have Mercy für die Warped Tour bestätigt. Wenige Wochen nach Bekanntwerden wurde auf change.org eine Petition von Fans der Festivaltournee gestartet, in der Kevin Lyman aufgefordert wurde, Riff Raff aus der Festivalbesetzung zu streichen und zukünftig keine Rapper mehr zu engagieren. Riff Raff absolvierte dennoch die komplette Festivaltournee und wurde dabei von Musikern der Bands We Came as Romans und Beartooth unterstützt.
Am 1. Juni 2015 erklärte Riff Raff sein inzwischen drittes Album Peach Panther veröffentlichen zu wollen. Mit Spazz Out, dass von Travis Barker produziert worden war, wurde um diese Zeit sogar die erste Single des Albums veröffentlicht. Allerdings wurde die Veröffentlichung des Albums bis ins Jahr 2016 verschoben. Stattdessen veröffentlichte er im November mit Trench Coat Towers eine EP. Anfang 2016 folgte mit Carlos Slim die zweite Single; Peach Panther selbst wurde am 24. Juni 2016 – genau zwei Jahre nach Neon Icon – offiziell veröffentlicht.
Im April 2016 gab Riff Raff die Partnerschaft von Stampede Management und BMG mit seinem eigenen Unternehmen Neon Nation Corporation bekannt. Diese Partnerschaft erbrachte vier Millionen US-Dollar, die in Musik und Filme investiert werden sollen, um ein „Entertainment-Imperium aufbauen zu können.“

## In anderen Medien
Riff Raff hatte in der Folge Double Cup der Serie Major Lazer einen Gastauftritt in der Rolle von Double Cup, einem Codeinwissenschaftler. Außerdem hatte er Auftritte in den MTV-Sendungen From G's to Gents und Wild 'n Out. In der Fernsehserie Liebe, Lüge, Leidenschaft hatte er einen Gastauftritt als Kunsthändler Jamie Franko. Der Name ist eine Anspielung auf den Schauspieler James Franco, welcher in dem Film Spring Breakers die Hauptrolle innehatte. Riff Raff verklagte die Produzenten des Films im Jahr 2013 auf Schadensersatz, da er die Meinung vertrat, dass die Biografie des Hauptcharakters auf seiner eigenen basiere und er dies den Machern nicht erlaubt habe. Noch im Februar des Vorjahres standen Produzent Harmony Korine und Riff Raff in Kontakt. Riff Raff sollte die Rolle in einem zukünftigen Film spielen, welcher sich später als Spring Breakers herausstellte.

## Diskografie

### Alben
- 2012: The Golden Alien (Eigenproduktion)
- 2014: Neon Icon (Mad Decent)
- 2016: The Peach Panther (Mad Decent)
- 2018: Tangerine Tiger (Eigenproduktion)

### Remix-Alben
- 2015: Purple Icon (Chopped Not Slopped) (Mad Decent)

### Kollaboration-Alben
- 2012: ¡Three Loco! (Mad Decent, zusammen mit Andy Milonakis & Simon Rex als Three Loco)
- 2013: Jumpin Out the Gym (mit DollarBillGates)
- 2014: Hardwood Classics (mit Ghetty)
- 2015: Hardwood Classics, Vol. 2 (mit Ghetty)
- unveröffentlicht: Galaxy Gladiators (mit Action Bronson)

### EPs
- 2015: Trench Coat Towers (Mad Decent)

### Mixtapes
- 2009: The Texas Tornado
- 2009: Never Ending Saturday
- 2010: Party McHardy
- 2010: Rookie of the Future
- 2010: Freestyle Scientist
- 2010: Hilton Swag Vol. 1
- 2011: Sour & Gun Powder
- 2011: Purple Haze & Hand Grenades (mit Lean Team)
- 2012: Rap Game Bon Jovi
- 2012: Summer of Surf
- 2012: Birth of an Icon
- 2012: Hologram Panda (mit Dame Grease)

### Singles

#### Als Hauptkünstler
- 2011: Tiger Woods
- 2012: Bat Phone (feat. Ghetty)
- 2012: Pat EWiNG (feat. Ghetty)
- 2012: Tiger Woods (feat. The Kid Ryan & B.Wash)
- 2013: Ace of Space
- 2013: Dolce and Gabbana
- 2013: Mr. Popular
- 2013: How to Be the Man (aus Neon Icon)
- 2013: Suckas Askin' Questions (feat. Lil Debbie)
- 2014: Let Me Drive
- 2014: Real Boyz (feat. Cap1 & OJ da Juiceman)
- 2014: Tip Toe Wing In My Jawwdinz (aus Neon Icon)
- 2014: Yesterday (feat. Snoop Dogg & Collie Buddz)
- 2015: Spazz Out (feat. Travis Barker)
- 2016: Carlos Slim (aus The Peach Panther)
- 2016: 4 Million (aus The Peach Panther)
- 2018: Dukes Of Hazard (aus Dukes of Hazard)
- 2019: Yes I Dont Play Games (aus Yes I Dont Play Games)

#### Kollaboration-Singles
- 2012: Hot Shots Part Deux (mit Action Bronson & Dana Coppafeel)
- 2012: LEANiNNN (mit Ghetty)
- 2012: Brain Freeze (mit Lil Debbie)
- 2013: Non Stop (mit Andre Legacy)
- 2013: Gotta Get Away (mit DollarBillGates)
- 2015: Doctor Pepper (mit Diplo, CL & OG Maco)

#### Features
- 2012: Bird On a Wire (Action Bronson feat. Riff Raff)
- 2012: You Never Know (Bright Matter feat. Riff Raff)
- 2012: Money, Clothes, Jewellery (Deezuz feat. Riff Raff)
- 2012: Popsicle (Dog Bus feat. Riff Raff)
- 2012: Michelle Obama (Lil Debbie feat. Riff Raff)
- 2013: Rap Game James Franco (Salisbury Steak Sweater) (Deezuz feat. Riff Raff)
- 2013: The Illest (Far East Movement feat. Riff Raff)
- 2013: Visions of Coleco (Hyper Crush feat. Riff Raff)
- 2013: Hella Gone (Spadez feat. Riff Raff & Deniro Farrar)
- 2014: Stay With You Tonight (Clinton Sparks feat. Riff Raff)
- 2014: This Is How We Do (Katy Perry feat. Riff Raff)
- 2014: Rookies of the Future (The Alchemist feat. Riff Raff & Action Bronson)
- 2015: Who Wants to Rock (Flux Pavilion feat. Riff Raff)
- 2015: Godly (Peter Jackson feat. Riff Raff)